# Das Würfelspiel
Das Würfelspiel ist ein Lied der deutschen Sängerin Juliane Werding aus dem Jahr 1986. Es wurde von Michael Kunze geschrieben und von Harald Steinhauer produziert.

## Inhalt und Hintergrund
In dem Lied Das Würfelspiel geht es thematisch um Zufall und Schicksal, die durch ein Würfelspiel symbolisiert werden. Im Refrain heißt es, dass niemand ahne, wie der Würfel falle, doch nichts geschehe durch Zufall auf der Welt. Inhaltlich erzählt die Sängerin davon, wie ein alter Mann sie auf dem Bahnhof zu dem Würfelspiel einlädt mit dem Hinweis, dass es in dem Spiel um sie selbst gehe. Durch das Spiel abgelenkt, bei dem immer der Mann gewinnt, verpasst sie ihren Zug, der wenig später entgleist und zehn Todesopfer fordert. Der Mann, der ihr quasi mit dem Würfelspiel das Leben gerettet hat, ist plötzlich verschwunden – nur das Würfelspiel hat er zurückgelassen. Nun versteht die Sängerin, was der Mann mit seinem Hinweis gemeint hat.
Der Song wurde 1986 von WEA Records als Single veröffentlicht. Es handelt sich um eine Singleauskopplung ihres Albums Sehnsucht ist unheilbar. Das Würfelspiel erreichte Platz 29 in den deutschen Charts und hielt sich dort von November 1986 an bis Februar 1987.

## Titelliste der Single
7″-Single
| #  | Titel           | Länge |
| -- | --------------- | ----- |
| 1. | Das Würfelspiel | 3:11  |
| 2. | Der Brief       | 4:38  |